# 新亚姆斯科耶农村居民点
新亚姆斯科耶农村居民点（俄语：Новоямское сельское поселение）是俄罗斯联邦布良斯克州谢夫斯克区所属的一个农村居民点。其下辖有10个居民点，行政中心为新亚姆斯科耶。据2015年统计，该农村居民点的人口为1496人。